# Kurt Hubert Vieth

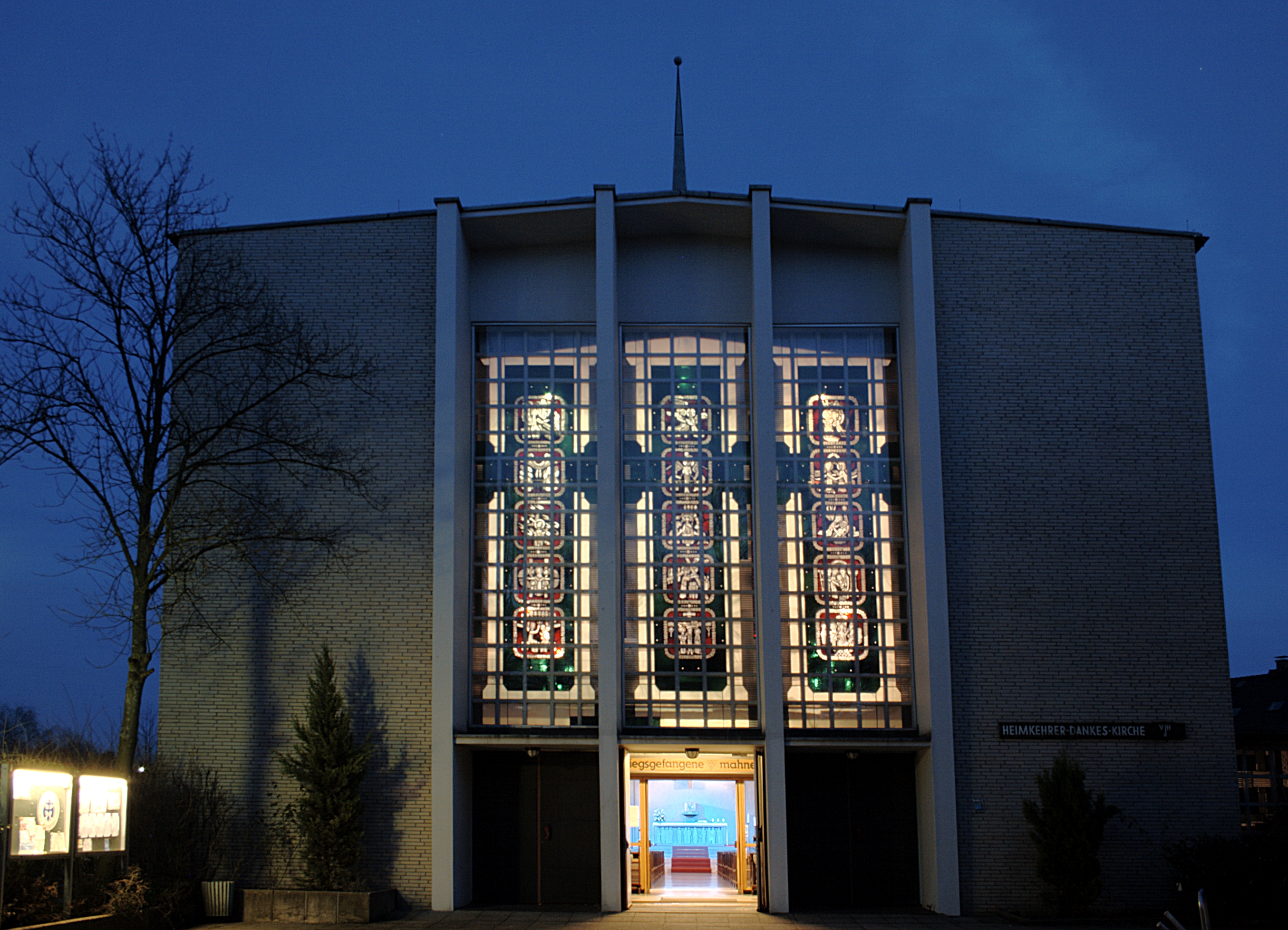
Ansicht der Heimkehrer-Dankeskirche in Bochum

Kurt Hubert Vieth (* 4. Januar 1916 in Hindenburg (Oberschlesien); † 1993) war ein deutscher Architekt und Baubeamter. Er wirkte unter anderem beim Wiederaufbau der Stadt Bochum mit und war danach Baureferent in Herne und Rheydt.
Vieth studierte von 1937 bis 1941 an der Technischen Hochschule Breslau die Fächer Architektur und Stadtplanung, 1943 promovierte er bei Ernst Bode zum Doktor-Ingenieur (Dr.-Ing.), bis 1945 arbeitete er als Leiter des Bauamtes in Oppeln. Über das Landesplanungsamt in Münster gelangte er nach Bochum, wo er von 1947 bis 1949 im Planungsamt für den Neuordnungsplan zuständig war. Neben seiner hauptamtlichen Tätigkeit leitete er den Wiederaufbau verschiedener Bochumer Kirchen, darunter den der Marienkirche. Ab 1950 war Vieth Leiter des Planungsamts in Herne, in seiner Freizeit war er anfangs weiterhin mit dem Wiederaufbau Bochumer Kirchen befasst. Nach 1958 entstand mit der Bochumer Heimkehrer-Dankeskirche ein Kirchenneubau unter seiner Leitung. Ab 1962 war Vieth Stadtbaurat in Rheydt, bis 1975 Rheydt mit Mönchengladbach vereinigt wurde.